# Шалкар (озеро, Актюбинская область)
Шалка́р (каз. Шалқаро файле, бывш. Челкар, рус. дореф. Чалкаръ, Челкаръ) — озеро, расположенное возле города Шалкар (бывш. Челкар) в Шалкарском районе Актюбинской области, входит в перечень объектов охраны окружающей среды, имеющих особое экологическое, научное и культурное значение. Озеро обеспечивает водой ближайшие безводные железнодорожные станции.

## Этимология
Слово шалқар в казахском языке означает «большой», «просторный» и обычно применяется для описания водоёмов. На территории Казахстана известно несколько озёр, множество сёл и город с названием Шалкар (см. Шалкар).

## Физико-географическая характеристика
Озеро Шалкар расположено в 167 м над уровнем моря. В разное время площадь озера варьируется от 5,65 до 7,9 км². Длина озера: 7 км, в самом широком месте: 1,8 км. В 1937 году была построена дамба, которая разделила ранее солёное озеро Шалкар на двое: пресный Шалкар и солёное озеро Старый Шалкар, которое сейчас соединено с ним протоками.
Озеро Старый Шалкар соединено протоками с озером Шалкар. Расположено в 168 м над уровнем моря. Площадь озера: 7,22 км², длина: 6,5 км, ширина: 3 км. Тепловое влияние озера распространяется не далее 10 км от берега.
Озёра замерзают в начале ноября (толщина льда в середине зимы 50—70 см), вскрываются ото льда в конце марта — начале апреля. Глубина озёр до 5 м, дно песчаное, у берегов илистое. Берега пологие, высотой 3—5 м, местами поросшие камышом. Озёра питаются за счет снеговой воды реки Каульжур.

## Экологические проблемы

### Заболачивание
Из-за аварийного состояния гидротехнических сооружений, озеро Шалкар подверглось заболачиванию, дно покрылось метровым слоем ила, а берега заросли камышом. Если в начале XX века объём озера был равен 25 млн м³, то сейчас еле достигает 6—7 млн м³. Глубина озера уменьшилась с 13—15 м до 5 м. По заключению аналитиков из движения «Невада — Семипалатинск», обмелению озера способствует добыча щебня в Мугоджарах, откуда течёт река Каульжур и плачевное состояние шлюзов, которые не обновлялись с 1947 года.
По словам председателя комитета по водным ресурсам Болата Бекниязова, вода озера Шалкар подверглась III (третьей) — самой крайней степени загрязнения. По информации Администрации Актюбинской области, для очищения озера требуются 4,7 млрд тенге.

### Гибель рыбы
19 апреля 2015 года на озере впервые была зафиксирована массовая гибель рыбы. Местные жители пожаловались на тухлый запах, доносящийся с берега Шалкара. В общем счёте на берегу озера было обнаружено около 400 кг мёртвой рыбы. Причиной их гибели стали не инфекционные или паразитарные заболевания, а нехватка кислорода под толщей льда. По словам специалистов, спасти рыбу можно было бурением лунок в зимнее время.

### Состояние озера к 2020 году
К началу 2020 года глубина Шалкара уменьшилась до 2 м, толщина ила на дне достигла 1,2 м, а треть площади озера заняла водная растительность. Помимо производства щебня в Мугоджарах, ситуация усугубляется малоснежными зимами с недостаточным количеством осадков для заполнения озера. В октябре 2019 года «Казгидромет» отнёс качество воды в озере к 4 классу умеренного уровня загрязнения: концентрация магния достигла 77 мг/дм³, взвешенных веществ — 22,12 мг/дм³.
Плохая экологическая ситуация возле озера является причиной оттока населения из близлежащего города Шалкар. В 2010—2012 годах за 203,4 млн тенге были реконструированы гидротехнические сооружения, но без углубления дна и расчистки озера, как планировалось ранее. В 2017 году была озвучена идея ликвидировать с помощью земснарядов около 3 млн м³ ила и заросли площадью в 467,9 га. Это позволило бы увеличить объём озера с 7 млн м³ до 24,2 млн м³, а среднюю глубину до 5 м. Стоимость проекта составляет 3,1 млрд тенге, но судьба его остаётся неясной. Общественные слушания на эту тему были назначены на февраль 2020 года, в том же месяце общественный помощник акима Актюбинской области по Шалкарскому району Даулетияр Аспенов заявил, что проект «разрабатывается» и «будет проработан с Правительством РК».